# Entoloma depressum
Entoloma depressum är en svampart som tillhör divisionen basidiesvampar, och som beskrevs av Machiel Evert ("Chiel") Noordeloos och Jan Vesterholt. Entoloma depressum ingår i släktet Entoloma, och familjen Entolomataceae. Arten har ej påträffats i Sverige.